# FK Kolubara Lazarevac
El FK Kolubara (en serbio: ФК Колубара) es un club de fútbol serbio de la ciudad de Lazarevac. Fue fundado en 1919 y juega en la Primera Liga Serbia.

## Palmarés
- Serbian League Belgrade: 2

2007–08, 2013–14
- Belgrade Zone League: 1

2003–04